# رکسان پالت
رکسان کریون (پالت سابق؛ متولد ۲۶ دسامبر ۱۹۸۲) بازیگر، شخصیت تلویزیونی و مجری انگلیسی است. رکسان کابلی نژاد در ۲۶ دسامبر ۱۹۸۲ در کارلایل، کامبریا از پدری ایرانی به نام جاندار کابلی نژاد و مادری انگلیسی به نام مونیکا پالت متولد شد. پس از اینکه پدرش خانواده را ترک کرد، رکسان نام خانوادگی مادرش را گرفت و توسط مادر و مادربزرگش در کراک بزرگ شد. پدربزرگ مادری او ایتالیایی بود.

## فیلم‌شناسی
| سال       | عنوان                      | نقش          | یادداشت‌ها            |
| --------- | -------------------------- | ------------ | -------------------- |
| ۲۰۰۵–۲۰۰۸ | امردایل                    | جو استیلز    | ۳۵۸ قسمت             |
| ۲۰۰۹      | رقص روی یخ                 | خودش         | شرکت کننده (۱۷ قسمت) |
| ۲۰۱۰      | دریاچه پلسید ۳             | اپریل        | نقش پشتیبانی         |
| ۲۰۱۰      | تلفات                      | کیلی هایات   | ۱ قسمت               |
| ۲۰۱۱      | ژنراتور رکس                | انواع مختلف  | ۱ قسمت               |
| ۲۰۱۱      | پاک کردن کامل              | خودش         | متنافس (۱ قسمت)      |
| ۲۰۱۲      | جاده واتربلو               | شلبی دیکسون  | ۱ قسمت               |
| ۲۰۱۲      | تلفات                      | لئون گرینینگ | ۱ قسمت               |
| ۲۰۱۲      | داستان‌های جنایت            | لیندا بروکس  | ۱ قسمت               |
| ۲۰۱۳      | خیلی زیاد                  | لوئیس        | نقش پشتیبانی         |
| ۲۰۱۴      | اشتباه ۶: آخرین استراحتگاه | جلیان        | نقش پشتیبانی         |
| ۲۰۱۴      | برج شیطان                  | سارا مک کول  | نقش پشتیبانی         |
| ۲۰۱۴      | جمجمه‌های کریستال           | ملانی کوکس   | فیلم تلویزیونی       |
| ۲۰۱۵      | نقض کنندگان                | کارلا        | نقش پشتیبانی         |
| ۲۰۱۷      | عادت                       | الکس         | نقش پشتیبانی         |
| ۲۰۱۷      | شرکای در ریم               | خودش         | شرکت کننده (۲ قسمت)  |
| ۲۰۱۸      | بازپرداخت                  | سوزی         | نقش اصلی (مختصر)     |
| ۲۰۱۸      | شیرین شیرین مشهور          | خودش         | شرکت کننده (۲ قسمت)  |
| ۲۰۱۸      | مشهور برادر بزرگ           | خودش         | شرکت کننده (۱۸ قسمت) |
| ۲۰۱۸      | جزیره مشهور با گریل خرس    | خودش         | شرکت کننده (۶ قسمت)  |
| ۲۰۱۸–۲۰۱۹ | جریمی وین                  | خودش         | پانل (۲ قسمت)        |
| ۲۰۱۹      | سفر راهب مشهور             | خودش         | شرکت کننده (۳ قسمت)  |